# Тренцано
Тренца̀но (на италиански: Trenzano, на източноломбардски: Trensà, Тренса) е градче и община в Северна Италия, провинция Бреша, регион Ломбардия. Разположено е на 162 m надморска височина. Населението на общината е 5435 души (към 2013 г.).